# Jean-Paul Goude
Jean Paul Goude (nacido en 1938) es un artista gráfico, ilustrador, fotógrafo y realizador de filmes publicitarios francés.

## Datos biográficos
Después de una infancia transcurrida en Saint-Mandé (94), llega a ser ilustrador en las Revistas de la Primavera, participa del lanzamiento de Zouzou y, posteriormente, llega a desempeñar el cargo de director artístico de la revista Esquire en New York, el cual ostenta durante diez años.
"Era yo un ilustrador, ilustrando los fantasmas de los otros. Ahora he devenido, naturalmente,
un autor de imágenes" —dice. Fiel a este propósito, mientras trabajaba en la revista en New York, pone en escena a Grace Jones, quien se convertirá más tarde en su modelo y en la madre de sus hijos.
En 1983, publica su autobiografía bajo el título de "Jungle Fever", y en 1984 realiza el film "Le flamenco" alrededor del concepto "Secouez moi" (Sacúdeme), inventado en 1972 por Georges Petit. En ese mismo año, diseña el nuevo código visual de la marca Kodak: los pequeños duendes escapando de una diapositiva.
Durante los años 70, realiza una serie de fotos de la cantante Radiah, con quien convive, siendo así padrastro de la coreógrafa Mia Frye.
Sus filmes reflejan su universo personal e ilustran su gusto por los cuerpos, el exotismo, la música, la danza, los cuentos de hadas. Estando desprovistos de textos, él los califica de ballets y de pantomimas. Sus realizaciones en colores excéntricos están al servicio de prestigiosas marcas como Perrier, Citroën, Chanel y son difundidas en el mundo entero.
En julio de 1989, con ocasión del desfile por el bicentenario de la Révolution FranÇaise, le es encargada por el gobierno la concepción de un desfiladero monumental en los Champs-Elysées, el cual contribuyó con su popularidad.

## Chanel
En 1990, para Egoïste de Chanel, crea un filme que comienza en blanco y negro como una tragedia y pasa al color como en un golpe teatral, para terminar como un ballet. 
"Pienso que es mi mejor filme, quiero decir, mi mejor spot"
Revue Graphis, mai-juin 1992.
En 1991, a pedido de Jean-Juc Lagardère, diseña el nuevo logo de La Cinq. El año siguiente, dirige el filme y las fotos de la nueva campaña Chanel pour Coco, con la nueva modelo de la marca, Vanessa Paradis, balanceándose en una caja como una pequeña ave. Más tarde, transforma a Carole Bouquet, embajadora de la marca, en Marilyn Monroe, para Chanel nº 5.

## Goude hoy
Desde 2001, es director artístico de las campañas publicitarias de las Galerías Lafayette, de las cuales dice: "He querido ir a contra-corriente de todo aquello que se ve en este momento". En este trabajo agrupa los afiches, plenos de placidez, de frescura, como si fueran una foto novela en la que Laetitia Casta juega todos los roles (esposa, mamá noela o dandy).
En 2005, ha aparecido el libro Tout Goude acompañado de un DVD de 27 minutos de Editions de La Martinière (So Far So Goude, Ed. Assouline en USA y Ed. Thames&Hudson en UK).
En los años 2011-2012 el Victoria and Albert Museum de Londres utilizó su fotografía de Grace Jones en Maternity Dress (diseñado por el mismo y por Antonio López en 1979), como imagen y póster de la exhibición Postmodernism: Style and Subversion 1970-1990; así como la exhibición de la realización del montaje fotográfico que el mismo realizara para la portada de Nightclubbing de Grace Jones.